# شروین تقوی لاریجانی
شروین تقوی لاریجانی مهندس برق، دانشمند پژوهشی فیزیک اتمی و مخترع سابق ناسا است. همکاری در پروژه ساخت یک ساعت اتمی جدید در سازمان ملی هوانوردی و فضایی آمریکا «ناسا» از دستاوردهای برجسته علمی شروین تقوی لاریجانی بشمار می‌رود. وی مدرک دیپلم خود را از دانشگاه پاریس سود و مدرک لیسانس و دکترای خود را از مؤسسه فناوری کالیفرنیا اخذ کرده‌است. دیزاین نیوز چند دوره تصویر روی جلد خود را به تاریخچه‌ای از فعالیت‌های وی اختصاص داد.وی بخش دیگری از فعالیت‌های خود را دربارهٔ مهندسی زلزله با موضوع به روز کردن کدهای ساخت و ساز عمرانی و همچنین تشخیص سلامتی سازه انجام داده‌است.